# مثيلا دودا
مثيلا دودا (بالألبانية: Mesila Doda‏) هي واحدة من أوائل الأعضاء في الحزب الديمقراطي في ألبانيا وعضوة بالبرلمان الألباني منذ عام 2001. وُلدت في 6 فبراير عام 1971.